# Коксауыр
Коксауыр (каз. көксауыр)  — в казахской одежде аналог шагрени, качественно выделанная кожа, которая хорошо обрабатывается, красится в зелёный цвет. Используется для украшения потников, кебисов (кожаных галош), ичигов, сапог, ремней. На коксауыр можно наносить тиснёные узоры, наклеивать материю и вышивать узоры нитками. Из коксауыра также шьют обувь.